# Oto-palato-digitales Syndrom
Oto-palato-digitales Syndrom (OPD), auch Fronto-oto-palato-digitalen Osteodysplasie, bezeichnet ein Spektrum sehr seltener angeborener Skelettdysplasien mit Gesichtsauffälligkeiten, Hörverlust und X-chromosomaler Vererbung. Die Bezeichnung gilt als veraltet, man spricht jetzt von Syndromen des otopalatodigitalen Spektrums.

## Klassifikation
Zu diesem Spektrum gehören:
- OPD-Typ 1
- OPD-Typ 2
- Frontometaphysäre Dysplasie
- Melnick-Needles-Syndrom
- Terminal osseous dysplasia with pigmentary skin defects (TODPD)[2][3]

## Verbreitung
Die Häufigkeit wird mit unter 1 zu 1.000.000 angegeben, bislang wurden mehr als 30 Betroffene beschrieben. Die Vererbung erfolgt X-chromosomal dominant, heterozygote Frauen können mitunter nur diskrete Zeichen aufweisen.

## Ursache
Der Erkrankung liegen Mutationen im FLNA-Gen auf Chromosom X Genort q28 zugrunde, welches für Filamin A kodiert.